# Rotenturm an der Pinka
Rotenturm an der Pinka è un comune austriaco di 1 436 abitanti nel distretto di Oberwart, in Burgenland; ha lo status di comune mercato (Marktgemeinde).